# 24239 Полінхіґа
24239 Полінхіґа (24239 Paulinehiga) — астероїд головного поясу, відкритий 7 грудня 1999 року.
Тіссеранів параметр щодо Юпітера — 3,568.